# Штадтпроцельтен
Штадтпроцельтен (нім. Stadtprozelten) — місто в Німеччині, розташоване в землі Баварія. Підпорядковується адміністративному округу Нижня Франконія. Входить до складу району Мільтенберг. Центр об'єднання громад Штадтпроцельтен.
Площа — 10,84 км2. Населення становить 1536 ос. (станом на 31 грудня 2020).

## Галерея

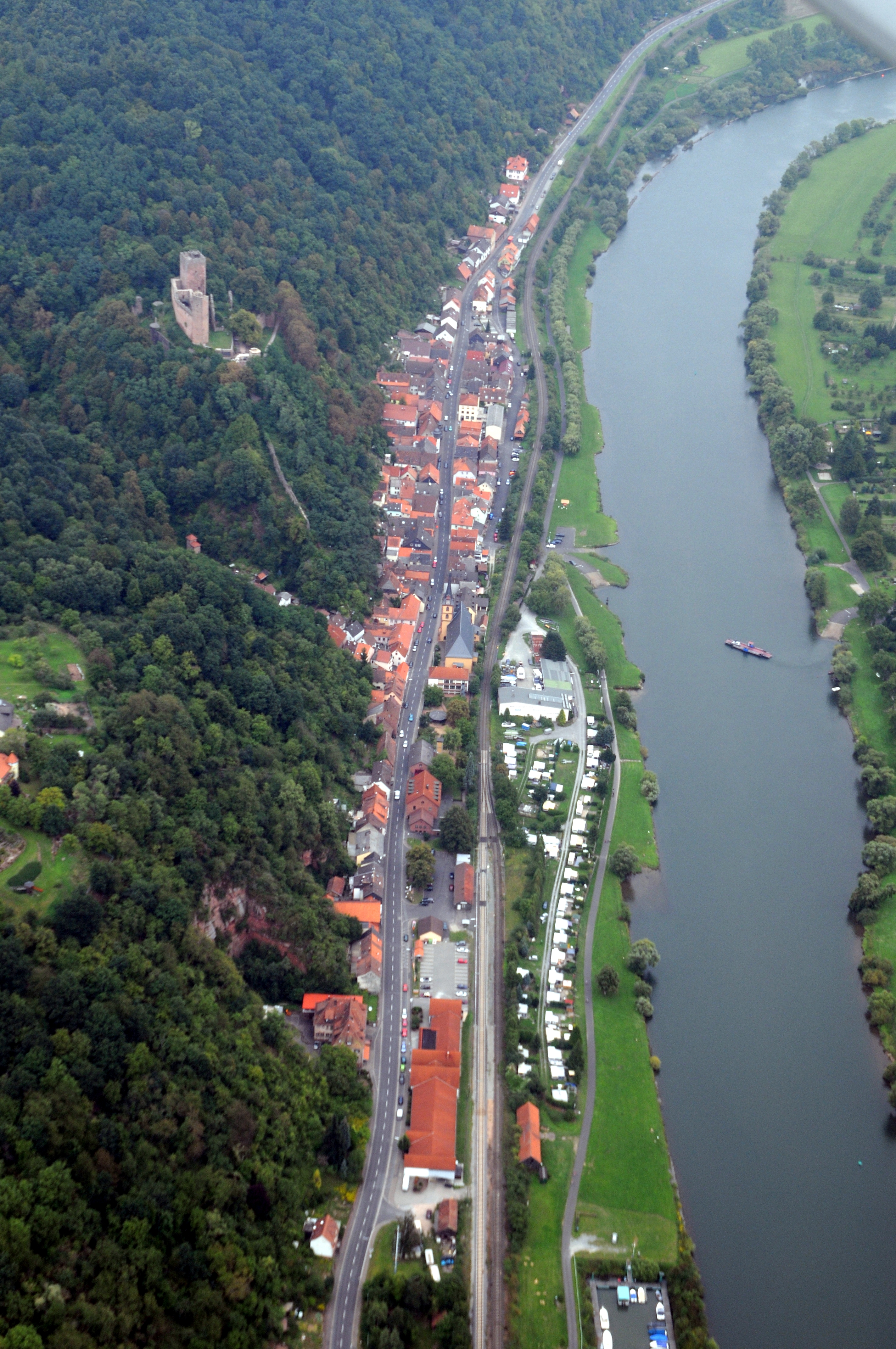
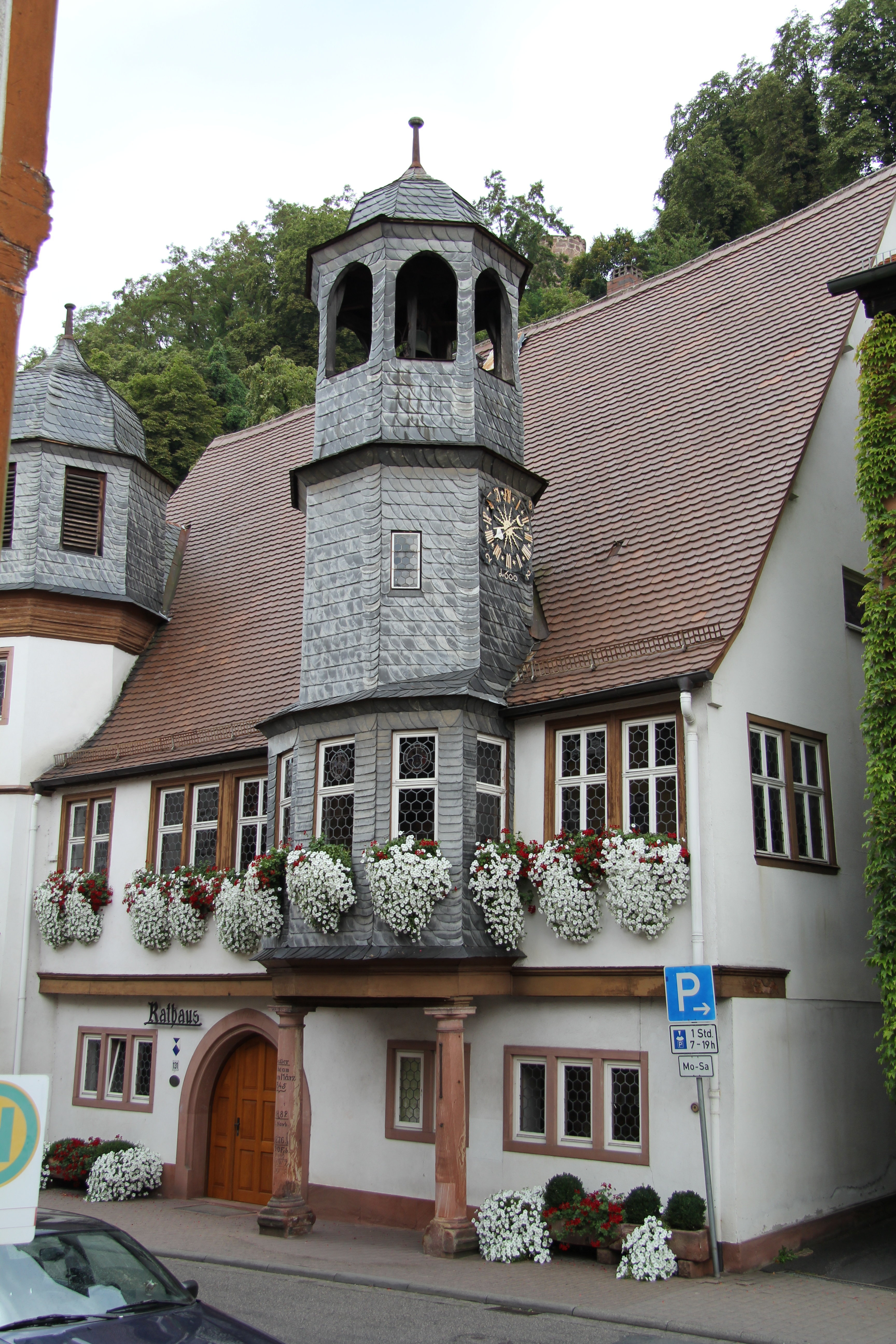
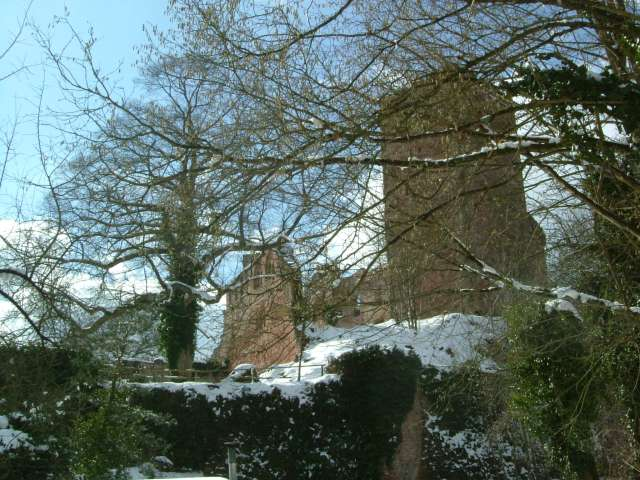
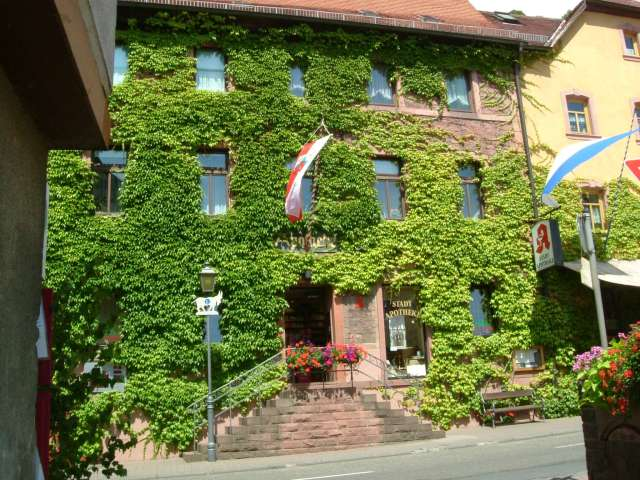
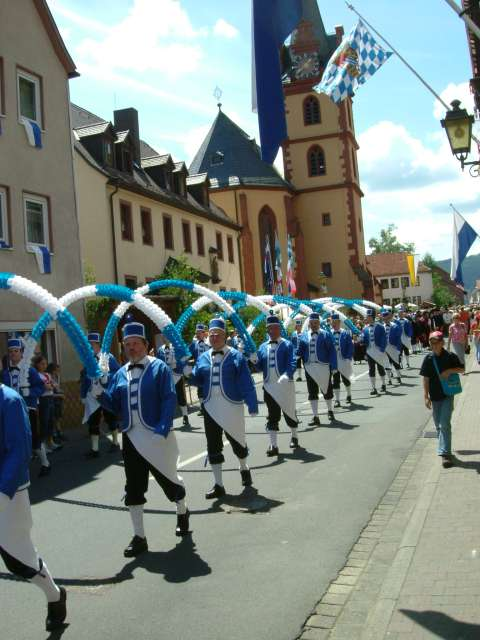